# Bye Bye Brasil (canção)
"Bye bye Brasil" é uma canção escrita por Chico Buarque e com música de Roberto Menescal, composta em 1979 para o filme homônimo de Cacá Diegues.

## História
O cineasta Cacá Diegues pediu ao músico Roberto Menescal compusesse a trilha sonora de seu filme Bye Bye Brasil e sugerindo que o compositor Chico Buarque como letrista. Sem nunca terem trabalhado juntos, Menescal e Buarque não definiram obrigações para o início da composição. Menescal começou a trabalhar sua melodia após ter uma ideia enquanto voltada em um voo da Ponte aérea Rio-São Paulo. Depois que concluiu a melodia, o violonista a entregou a Buarque, mas o compositor demorou tanto para fazer a letra que esta não havia ficado pronta na data da gravação original e só pode ser acrescentada na mixagem final do filme.
Como Chico Buarque havia preparado uma letra muito maior do que se poderia encaixar no filme, Cacá Diegues decidiu sobre o corte final da canção. O diretor chegou a pedir que o compositor fizesse pequenas alterações, entre as quais, o verso tem um japonês 'trás de mim - o diretor receava que pudesse aludir a Shigeaki Ueki, ministro das Minas e Energia do governo Geisel. Sem jamais ter confirmado tampouco negado a suposta referência, o compositor manteve o verso.
A letra de "Bye bye Brasil" narra basicamente a história de um personagem que, por um telefone público, conta suas aventuras errantes para a namorada.
Depois de ser lançada em um compacto duplo da trilha sonora do filme, Roberto Menescal retrabalhou o arranjo da canção para que
Chico Buarque lançasse outra versão. Menescal também gravou uma versão instrumental para seu disco Ditos e Feitos.

## Versões
- Grupo Pau Brasil
- Zé Roberto Bertrami (com Hélio Delmiro)